# Cleopatra de Macedonia
Cleopatra de Macedonia (ca. 353 a. C. - 308 a. C.) fue hermana de Alejandro Magno e hija de Filipo II y Olimpia de Epiro. Tenía por parte de padre dos medio hermanas, Tesalónica y Cinane, y un medio hermano, Filipo III Arrideo. 
Se crio bajo el cuidado de su madre en Pella, como cualquier princesa. En el 338 a. C., Cleopatra se quedó en Pella con su padre mientras su madre Olimpia huyó a Epiro, al palacio de su hermano Alejandro I. Pronto Filipo envió a uno de sus aliados a Epiro a ofrecer a Alejandro I la mano de su hija. La gran ceremonia nupcial entre Cleopatra y su tío Alejandro de Epiro tuvo lugar en el año 336 a. C. Fue en esa boda, que se celebró en un magnífico teatro de Egas, cuando Filipo II fue asesinado a manos de su guardia Pausanias.
Inmediatamente después del asesinato de su padre, los recién casados volvieron a Epiro. La pareja tuvo dos hijos, Neoptólemo II de Epiro y Cadmia. Aunque Cleopatra dejó la ciudad de Pella no se olvidó de su familia, ya que se cree que entre ella y su hermano Alejandro se enviaban frecuentes misivas mientras él conquistaba Asia. En el 332 a. C. Alejandro envió parte de su botín a su madre y hermana.
En el 334 a. C., el marido de Cleopatra cruzó el Mar Adriático hacia la península itálica para combatir, en nombre de la colonia griega Taras, con las tribus que allí habitaban, dejando a Cleopatra como regente de Epiro. Recibió y envió varias embarcaciones con grano, y mandó las sobras a Corinto. Alejandro I conquistó Heraclea, tomó Siponto, y capturó tanto Consentía como Terín, pero le mataron en plena batalla en el año 327 a. C..

## Regente de Epiro
A la muerte de su padre era su hijo Neoptólemo, quien debía sucederle, pero por su extrema juventud fue Cleopatra quien asumió el gobierno de Epiro desde entonces. Según una costumbre epirota, la mujer se convertía en cabeza de familia si su esposo moría y sus hijos eran demasiado pequeños, algo que no ocurría en el resto de Grecia. Así que la poderosa reina asumió el control del reino. Tras la muerte de Alejandro I, una embajada ateniense le presentó sus condolencias. Sus primos Aristarco y Epafrodito eran conocidos por ser hermafroditas.
Para sorpresa de todos, Cleopatra se movió más en el ámbito religioso del estado moloso que en el político. Su nombre aparece en una lista de personas que dieron la bienvenida a embajadores sagrados, en la alianza epirota recientemente establecida. Cleopatra es la única mujer de esa lista.
Alrededor del 324 a. C., Cleopatra volvió a Macedonia, mientras su madre Olimpia asumía el control de Epiro, ya que la relación de esta última con el regente Antípatro era bastante tensa. 
No mucho después Alejandro Magno murió en Babilonia (323 a. C.). Tras la muerte de su hermano, varios de sus generales, pensaron que aumentarían su influencia en Macedonia casándose con la hermana de Alejandro Magno. Se menciona que Leonato fue el primero en pedir su mano, y le contó a Eumenes de Cardia que recibió una promesa de matrimonio de su parte. Después de la muerte de Leonato en el 322 a. C., Pérdicas intentó casarse con ella y después de morir éste, lo intentaron Casandro, Lisímaco y Antígono. Pero ella negó todas estas ofertas. Se escapó a Sardes, donde fue capturada y mantenida en una especie de cautiverio honorable por Antígono.
Cleopatra finalmente aceptó una oferta de Ptolomeo I, pero antes de que pudiera reunirse con él, fue capturada por Antígono y obligada a regresar a Sardes, allí fue asesinada en el 308 a. C., al parecer por orden de Antígono, quien, en cualquier caso, organizó un gran funeral en su honor.